# Стів Дітко
Стів Дітко (англ. Stephen J. (Steve) Ditko; 2 листопада 1927, Джонстаун, Пенсільванія, США — приблизно 27 червня 2018, Нью-Йорк, США) — американський художник-аніматор карпаторусинського походження. Один із творців Людини-павука.

## Біографія
Стів Дітко виріс в сім'ї іммігрантів, офіційно — чехословацьких, фактично — русинських. Батьки Стіва походили із колишньої Австро-Угорської імперії, на території якої у 1918 році утворилася Чехословаччина, тож у американських переписах населення родина вказувала за походження саме цю країну. Хоча біографи Дітка говорять, що за національністю його батьки були карпатськими русинами, на що, зокрема, вказує і їхнє прізвище.
Батько Стіва — Стівен Дітко-старший — був талановитим теслею і працював на металургійному заводі, матір Анна була домогосподаркою. Стівен-молодший був другою дитиною у сім'ї, мав двох сестер: старшу Анну-Марію і молодшу Елізабет та молодшого брата Патрика.
Як кажуть біографи, захоплення коміксами Стів успадкував саме від батька, любителя газетних розділів із коміксами, зокрема, «Принца Веліанта» ілюстратора Гала Фостера. Великий вплив на Стіва, чий талант розкрився ще у дитинстві, справив «батько» сучасного графічного роману Вілл Айснер (1917—2005).
Закінчивши школу міста Джонстаун, штат Пенсільванія, у 1945 році Стів одразу пішов до армії, де його відправили служити у повоєнну Німеччину. Одразу після завершення служби він вступив до нью-йоркської Школи мультиплікаторів та ілюстраторів (нині — Школа візуальних мистецтв у Нью-Йорку, див. School of Visual Arts). Там він потрапив на навчання до одного із творців «Бетмена» — Джеррі Робінсона (1922—2011).
Через кілька років після випуску, у 1956 році, Стів Дітко почав співпрацювати із компанією Atlas Comics, яка пізніше стане Marvel Comics — гігантом ринку «графічних романів» (коміксів).
Саме у Marvel Comics Дітко здобув собі визнання, працюючи разом із директором компанії Стеном Лі (1922—2018) над коміксами на кшталт «Людини-павука» і «Доктора Стренджа».
Ідея підлітка-супергероя із павучими силами спала на думку Лі, проте саме Дітко намалював його впізнаваний червоно-синій костюм і «прикріпив» до його зап'ясть павутиння.
Проте у 1966 році Дітко довелося залишити Marvel Comics, за чутками — через розбіжності у поглядах зі Стеном Лі. Дітко пішов працювати у DC Comics, де створив персонажа світу DC — Кріпера. Упродовж своєї подальшої кар'єри Дітко ще час від часу повертався до роботи з Marvel Comics.
Дітко все життя уникав публічності і наполягав, аби увага була прикута саме до його творінь, а не до особистого життя. 1990 року Стів Дітко потрапив до Зали слави Джека Кірбі — це престижне звання в галузі коміксів, яке присуджує премія Гарві.
Був знайдений мертвим у своїй нью-йоркській квартирі 29 червня 2018; за словами поліції, найімовірніше, він помер за два дні до цього. Стіву було 90 років.

## Стів Дітко і Marvel Comics
«Наш дружній сусід» Людина-Павук був створений 1962 року. Стен Лі, що був тоді головним редактором Marvel Comics, дав завдання Дітку розробити образ супергероя-підлітка з павучими надздібностями, після того, як залишився незадоволеним версією, запропонованою іншим мастодонтом — Джеком Кірбі. Тож знайомий нам усім вигляд Павуччо — костюм, павукостріли, червоно-сині кольори — все це від Дітко.
Людина-павук уперше з'явився у 15 випуску серії Amazing Fantasy, що був опублікований у серпні 1962-го. Персонаж набув неймовірної популярності й отримав власну серію — The Amazing Spider-Man, що стартувала в березні 1963 року. Після цього Дітко брав участь у створенні таких класичних антагоністів, як Доктор Восьминіг, Пісочна людина, Ящір, Електро, Містеріо, Зелений гоблін.
Він працював над серією про Пітера Паркера до 38 випуску. Робота просувалася за особливим принципом — так званим «методом Marvel». Стен Лі пропонував ідею випуску, і на її основі Дітко розробляв сюжет, а потім і малював. Тож він у жодному разі не обмежувався функціями художника. Дітко був повноцінним співавтором сюжетів, а Лі — автором діалогів.
Другим (але не менш значним) творінням митця став доктор Стівен Стрендж. Маг дебютував у 110 випуску Strange Tales (липень 1963-го). Дітко працював над серією до 146 випуску (липень 1966-го). А тоді раптово покинув Marvel, не досягши взаєморозуміння зі Стеном Лі.
Повернувся у компанію Дітко 1979-го та малював Machine Man і Micronauts. А у 90-х продовжував співпрацювати з компанією як фрилансер. Мабуть, останнім популярним образом Дітко стала Дівчина-білка (1992).